# Майтерек
Майтерек (каз. Майтерек) — упразднённое село в Куршимском районе Восточно-Казахстанской области Казахстана. Входило в состав Акбулакского сельского округа. Код КАТО — 635245400. Исключено из учётных данных в 2014 г.

## Население
В 1999 году население села составляло 168 человек (89 мужчин и 79 женщин). По данным переписи 2009 года, в селе проживал 31 человек (15 мужчин и 16 женщин).